# Malthinus libenae
Malthinus libenae es una especie de coleóptero de la familia Cantharidae.

## Distribución geográfica
Habita en Siria.